# Liste des villes jumelées d'Israël
 (décembre 2016).

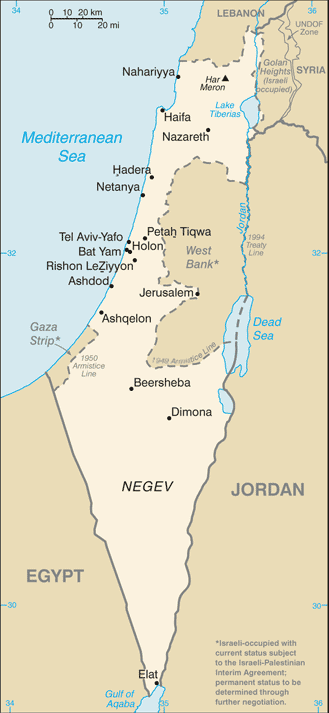
Carte d’Israël.

Ceci est la liste des villes jumelées d’Israël ayant des liens permanents avec des communautés locales dans d'autres pays. Dans la plupart des cas, en particulier quand elle est officialisée par le gouvernement local, l'association est connue comme « jumelage » (même si d'autres termes, tels que « villes partenaires », Sister Cities ou « municipalités de l'amitié » sont parfois utilisés). La plupart des endroits sont des villes, mais cette liste comprend aussi des villages, des districts, comtés, etc., avec des liens similaires.
- Haut – A
- B
- C
- D
- E
- F
- G
- H
- I
- J
- K
- L
- M
- N
- O
- P
- Q
- R
- S
- T
- U
- V
- W
- X
- Y
- Z

## A

### Acre
- La Rochelle, France (depuis 1972)[1]
- Pise, Italie (depuis 1998)[2]
- Bielsko-Biała, Pologne[3]

### Ashdod
| - Bahía Blanca, Argentine - Bordeaux, France | - Spandau, Allemagne | - Tampa (Floride), États-Unis |

## B

### Beersheva
- Seattle, États-Unis[8]

## J

### Jerusalem
- Prague, République tchèque[9]
- New York, États-Unis (depuis 1993)[10],[11]

## K

### Karmiel
- Metz, France[12]
- Kisvárda, Hongrie[13]
- Hamar, Norvège[14]
- Denver (Colorado), États-Unis[15]
- Pittsburgh, États-Unis (depuis 2006)[16]

### Kiryat Motzkin
- Tacoma (Washington), États-Unis (depuis 1979)[17]

## M

### Mazkeret Batya
- Celle, Allemagne[18]
- Calgary, Canada[19]
- Meudon, France[20]

## R

### Ramat Gan
- Rio de Janeiro, Brésil (depuis 2010)[21],[22]

### Rishon LeZion
- Heerenveen, Pays-Bas[23]

## T

### Tel Aviv
- Rio de Janeiro, Brésil (depuis 2006)[24]
- Francfort-sur-le-Main, Allemagne (depuis 1980)[25]
- Thessalonique, Grèce (depuis 1994)[26]
- Budapest, Hongrie (depuis 1989)[27]
- Milan, Italie (depuis 1994)[28]
- Gaza, Territoires palestiniens (depuis 1998)[29]
- Varsovie, Pologne (depuis 1992)[30]
- Barcelone, Espagne (de 1998 à février 2023)[31]
- Toulouse, France (depuis 1962)[32]

Ville partenaire:
 Los Angeles, États-Unis:

## Sources
- (en) Cet article est partiellement ou en totalité issu de l’article de Wikipédia en anglais intitulé « List of Israeli twin towns and sister cities » (voir la liste des auteurs).